# Treviso Foot-Ball Club 1993 2004-2005

## Stagione
Nella stagione 2004-2005 il Treviso disputa il campionato di Serie B, raccoglie 64 punti con il sesto posto in classifica. Per la prima volta in questa stagione in Serie B vengono introdotti i Play-off per designare la terza promossa, ed i Play-out per designare la quarta retrocessa. Il Treviso essendo giunto sesto ha il diritto di disputare i Play-off contro il Perugia che è giunto quarto, ma perde entrambe le partite di semifinale. Le sorprese arrivano dopo la fine del campionato che aveva promosso il Genoa, l'Empoli ed il Torino vincitore dei Play-off. Il Genoa per un illecito sportivo viene retrocesso in Serie C1, vedi il caso Genoa, il Torino per un dissesto finanziario non viene promosso, ma deve ripartire dalla Serie B, il Perugia al quale spetterebbe la promozione, avendo perso la finale dei Play-off contro il Torino, è stato retrocesso in Serie C1 per inadempienze finanziarie, queste tre squadre hanno visto i loro sforzi, vanificati da questioni extra-calcistiche. Tutto ciò modifica i verdetti stabiliti dal campo, promuovendo il Treviso in Serie A, grazie al quinto posto ottenuto, con l'Ascoli giunto sesto e L'Empoli che ha ottenuto con il secondo posto in campionato la promozione diretta. Per la squadra biancoazzurra della Marca si tratta della prima volta in Serie A nella sua storia calcistica.
E pensare che il campionato del Treviso non è iniziato nel migliore dei modi, con una sola vittoria nelle prime nove giornate del torneo, così che ad ottobre il tecnico Giancarlo D'Astoli è stato esonerato e sostituito da Giuseppe Pillon. Sotto la guida di quest'ultimo il Treviso ha trovato gioco e risultati, scalando la classifica, chiudendo in calo il campionato, ma comunque al quinto posto con 64 punti, dieci in meno del Perugia, contro il quale ha giocato e perso le semifinali. Due i marcatori trevigiani sugli scudi, Paulo Barreto con 13 reti, uno in Coppa Italia e 12 in campionato, e Reginaldo con 11 centri, tutti in campionato. Nella Coppa Italia il Treviso ha disputato il terzo girone di qualificazione, che è stato vinto dalla Triestina.

## Rosa
| N. |                   | Ruolo | Calciatore            |
| -- | ----------------- | ----- | --------------------- |
| 1  | Italia (bandiera) | P     | Daniele Lorenzini     |
| 1  | Italia (bandiera) | P     | Mattia Zaghetto       |
| 2  | Italia (bandiera) | D     | Mavillo Gheller       |
| 3  | Italia (bandiera) | A     | Massimo Minetti       |
| 3  | Italia (bandiera) | D     | Alessandro Zoppetti   |
| 4  | Italia (bandiera) | D     | Marcello Cottafava    |
| 5  | Italia (bandiera) | C     | Francesco Parravicini |
| 6  | Italia (bandiera) | D     | Riccardo Pagliuchi    |
| 7  | Italia (bandiera) | C     | Roberto Chiappara     |
| 8  | Italia (bandiera) | C     | Luis Fernando Centi   |
| 9  | Italia (bandiera) | A     | Stefano Dall'Acqua    |
| 10 | Italia (bandiera) | C     | Daniele Bellotto      |
| 11 | Italia (bandiera) | C     | Fabio Gallo           |
| 12 | Italia (bandiera) | P     | Damiano Milan         |
| 12 | Italia (bandiera) | P     | Emiliano Betti        |
| 13 | Italia (bandiera) | D     | Iacopo La Rocca       |
| 14 | Italia (bandiera) | C     | Alessio Sestu         |
| 14 | Italia (bandiera) | A     | Denis Mair            |
| 15 | Italia (bandiera) | D     | Giovanni Marchese     |

| N. |                    | Ruolo | Calciatore              |
| -- | ------------------ | ----- | ----------------------- |
| 16 | Brasile (bandiera) | A     | Barreto                 |
| 17 | Italia (bandiera)  | P     | Davide Zomer            |
| 18 | Italia (bandiera)  | A     | Massimiliano Varricchio |
| 18 | Italia (bandiera)  | A     | Patrick Roman Del Prete |
| 19 | Italia (bandiera)  | C     | Eros Schiavon           |
| 20 | Italia (bandiera)  | D     | Massimo Carrera         |
| 21 | Italia (bandiera)  | A     | Andrea Capone           |
| 22 | Italia (bandiera)  | D     | Francesco Galeoto       |
| 23 | Italia (bandiera)  | C     | Antonino D'Agostino     |
| 24 | Italia (bandiera)  | C     | Riccardo Gissi          |
| 25 | Italia (bandiera)  | A     | Damien Florian          |
| 26 | Italia (bandiera)  | D     | Marco Zaninelli         |
| 27 | Brasile (bandiera) | A     | Reginaldo               |
| 28 | Italia (bandiera)  | C     | Fabio Di Venanzio       |
| 29 | Camerun (bandiera) | C     | Divine Fonjock          |
| 30 | Italia (bandiera)  | C     | Giovanni Fietta         |
| 31 | Italia (bandiera)  | D     | Roberto Cortellini      |
| 32 | Italia (bandiera)  | P     | Marco Ballotta          |

## Divise
| Casa | Trasferta |

- Sponsor tecnico: Lotto
- Sponsor ufficiale: Segafredo Zanetti

## Risultati

### Campionato

#### Girone di andata
| Salerno 11 settembre 2004, ore 20:30 1ª giornata | Salernitana      | 0 – 0 | Treviso | Stadio Arechi\| Arbitro: \| Nucini (Bergamo) \| |
| Arbitro:                                         | Nucini (Bergamo) |       |         |                                                 |

| Arbitro: | Pantana (Macerata) |

|            |           |                                             |
| Capone 49’ | Marcatori | 30’, 83’ Spinesi 50’ Gentile 87’ Abbruscato |

| Arbitro: | Banti (Livorno) |

|                                  |           |  |
| Di Loreto 36’ Ferreira Pinto 74’ | Marcatori |  |

| Arbitro: | Collina (Viareggio) |

|                |           |             |
| D'Agostino 29’ | Marcatori | 6’ D. Russo |

| Arbitro: | Nucini (Bergamo) |

|                                  |           |               |
| Antonelli Agomeri 39’ Bucchi 60’ | Marcatori | 90+2’ Barreto |

| Arbitro: | Bergonzi (Genova) |

|            |           |  |
| Rigoni 11’ | Marcatori |  |

| Arbitro: | Cruciani (Pesaro) |

|                                                   |           |              |
| Reginaldo 58’ Migliaccio 75’ (aut.) Chiappara 84’ | Marcatori | 54’ R. Perna |

| Arbitro: | Pantana (Macerata) |

|                              |           |           |
| Makinwa 46’ Gio. Tedesco 59’ | Marcatori | 33’ Centi |

| Arbitro: | Squillace (Catanzaro) |

|  |           |                         |
|  | Marcatori | 12’ Gori 70’ Possanzini |

| Arbitro: | Tagliavento (Terni) |

|  |           |               |
|  | Marcatori | 14’ Reginaldo |

| Arbitro: | Rocchi (Firenze) |

|                  |           |                      |
| D'Agostino 90+4’ | Marcatori | 75’ (aut.) Zaninelli |

| Arbitro: | Tagliavento (Terni) |

|                                       |           |                                                   |
| Biserni 38’ Cavalli 48’ Confalone 71’ | Marcatori | 10’, 45’ Cottafava 36’ Reginaldo 39’ (rig.) Gallo |

| Arbitro: | Rocchi (Firenze) |

|               |           |  |
| Reginaldo 86’ | Marcatori |  |

| Arbitro: | Dondarini (Finale Emilia) |

|                |           |                      |
| Biancolino 16’ | Marcatori | 2’ Centi 82’ Gheller |

| Arbitro: | Bergonzi (Genova) |

|                           |           |  |
| Reginaldo 31’ Gallo 90+1’ | Marcatori |  |

| Treviso 5 dicembre 2004, ore 15:00 16ª giornata | Treviso                     | 0 – 0 | Catania | Stadio Omobono Tenni\| Arbitro: \| Girardi (San Donà di Piave) \| |
| Arbitro:                                        | Girardi (San Donà di Piave) |       |         |                                                                   |

| Arbitro: | Bergonzi (Genova) |

|                  |           |                          |
| Porchia 14’, 66’ | Marcatori | 55’ Centi 62’ Dall'Acqua |

| Arbitro: | Brighi (Cesena) |

|                            |           |  |
| Barreto 66’ Dall'Acqua 87’ | Marcatori |  |

| Arbitro: | Dattilo (Locri) |

|  |           |             |
|  | Marcatori | 23’ Galeoto |

| Arbitro: | Gabriele (Frosinone) |

|             |           |                          |
| Barreto 18’ | Marcatori | 21’ Troiano 56’ Fabbrini |

| Arbitro: | Bergonzi (Genova) |

|                |           |                              |
| Balzaretti 33’ | Marcatori | 31’ Barreto 62’ (rig.) Gallo |

#### Girone di ritorno
| Arbitro: | Rizzoli (Bologna) |

|                |           |  |
| Dall'Acqua 82’ | Marcatori |  |

| Arbitro: | P.S. Mazzoleni (Bergamo) |

|  |           |               |
|  | Marcatori | 47’ Reginaldo |

| Arbitro: | Palanca (Roma) |

|             |           |  |
| Barreto 90’ | Marcatori |  |

| Arbitro: | Nucini (Bergamo) |

|                     |           |  |
| Gimpaolo 77’ (rig.) | Marcatori |  |

| Arbitro: | Romeo (Verona) |

|               |           |            |
| Reginaldo 28’ | Marcatori | 68’ Bucchi |

| Arbitro: | Stefanini (Prato) |

|                             |           |  |
| Reginaldo 43’ Barreto 90+3’ | Marcatori |  |

| Arbitro: | Girardi (San Donà di Piave) |

|                                      |           |                                |
| Jimenez 27’ M. Vieri 34’ Salgado 78’ | Marcatori | 45+1’ Barreto 71’ (rig.) Gallo |

| Arbitro: | Palanca (Roma) |

|                                          |           |  |
| Galeoto 36’ Barreto 50’ Gallo 64’ (rig.) | Marcatori |  |

| Arbitro: | Stefanini (Prato) |

|                                |           |                                        |
| Bonazzi 77’ (rig.) Garlini 80’ | Marcatori | 32’ (aut.) R. Colombo 38’ (rig.) Gallo |

| Arbitro: | Racalbuto (Gallarate) |

|                         |           |  |
| Gallo 17’ Cottafava 26’ | Marcatori |  |

| Arbitro: | Tagliavento (Terni) |

|                                     |           |                            |
| Olivi 14’ Beghetto 61’ Masiello 78’ | Marcatori | 68’ Barreto 90’ Dall'Acqua |

| Arbitro: | Pantana (Macerata) |

|                                      |           |             |
| Barreto 65’ Reginaldo 74’ Capone 84’ | Marcatori | 89’ Cavalli |

| Arbitro: | Messina (Bergamo) |

|                       |           |             |
| Bogdani 26’ Cossu 58’ | Marcatori | 27’ Barreto |

| Arbitro: | Romeo (Verona) |

|                                       |           |  |
| Barreto 39’ Dall'Acqua 53’ Capone 78’ | Marcatori |  |

| Arbitro: | Banti (Livorno) |

|                    |           |               |
| L. Anaclerio 90+6’ | Marcatori | 73’ Cottafava |

| Arbitro: | Girardi (San Donà di Piave) |

|                                   |           |  |
| O. Russo 74’ Jeda 85’ (rig.), 87’ | Marcatori |  |

| Arbitro: | Giannoccaro (Lecce) |

|                              |           |                       |
| Reginaldo 60’ D'Agostino 75’ | Marcatori | 32’ Guzman 77’ Foggia |

| Arbitro: | Palanca (Roma) |

|            |           |                                                    |
| Corona 23’ | Marcatori | 9’, 50’ Bellotto 27’ Galeoto 69’ (rig.) Dall'Acqua |

| Arbitro: | Pieri (Genova) |

|  |           |            |
|  | Marcatori | 16’ Tavano |

| Arbitro: | Bergonzi (Genova) |

|                |           |                 |
| Campedelli 23’ | Marcatori | 90+2’ Reginaldo |

| Arbitro: | Tombolini (Ancona) |

|  |           |           |
|  | Marcatori | 49’ Bruno |

#### Play-off
| Arbitro: | Messina (Bergamo) |

|  |           |                  |
|  | Marcatori | 42’ G. Stendardo |

| Arbitro: | Paparesta (Bari) |

|                         |           |  |
| Floro Flores 45+2’, 49’ | Marcatori |  |

### Coppa Italia
| Arbitro: | Romeo (Verona) |

|            |           |                |
| Guidoni 6’ | Marcatori | 33’ Cortellini |

| Arbitro: | De Marco (Chiavari) |

|               |           |                    |
| Chiappara 27’ | Marcatori | 46’ Manú 89’ Mauri |

| Arbitro: | P.S. Mazzoleni (Bergamo) |

|                                                     |           |                            |
| Tulli 14’ Baù 45+2’ M. Rigoni 53’ (rig.) Munari 58’ | Marcatori | 83’ Barreto 90+2’ Bellotto |